# Cohors VI Nerviorum

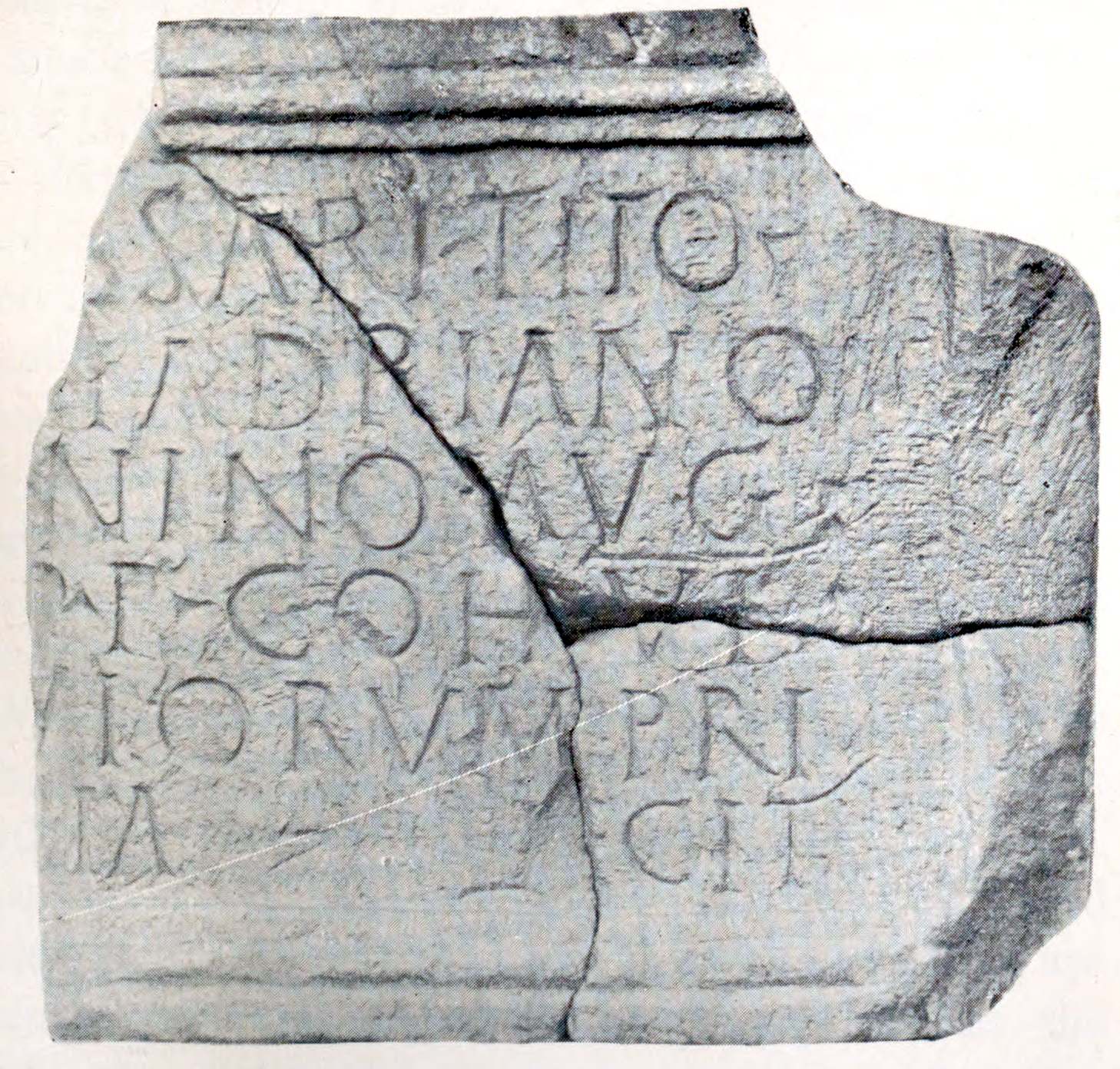
Die Inschrift

Die Cohors VI Nerviorum (deutsch 6. Kohorte der Nervier) war eine römische Auxiliareinheit. Sie ist durch Militärdiplome, Inschriften und die Notitia dignitatum belegt. In der Notitia dignitatum wird sie als Cohors sexta Nerviorum bezeichnet.

## Namensbestandteile
- Cohors: Die Kohorte war eine Infanterieeinheit der Auxiliartruppen in der römischen Armee.

- VI: Die römische Zahl steht für die Ordnungszahl die sechste (lateinisch sexta). Daher wird der Name dieser Militäreinheit als Cohors sexta .. ausgesprochen.

- Nerviorum: der Nervier. Die Soldaten der Kohorte wurden bei Aufstellung der Einheit aus dem Volksstamm der Nervier auf dem Gebiet der römischen Provinz Gallia Belgica rekrutiert.

Da es keine Hinweise auf die Namenszusätze milliaria (1000 Mann) und equitata (teilberitten) gibt, ist davon auszugehen, dass es sich um eine Cohors quingenaria peditata, eine reine Infanterie-Kohorte, handelt. Die Sollstärke der Einheit lag bei 480 Mann, bestehend aus 6 Centurien mit jeweils 80 Mann.

## Geschichte
Die Kohorte war in der Provinz Britannia stationiert. Sie ist auf Militärdiplomen für die Jahre 98 bis 145 n. Chr. aufgeführt.
Der erste Nachweis der Einheit in Britannien beruht auf einer Inschrift, die auf 51/90 n. Chr. datiert wird. Durch ein Militärdiplom ist die Kohorte erstmals 98 nachgewiesen. In dem Diplom wird die Kohorte als Teil der Truppen (siehe Römische Streitkräfte in Britannia) aufgeführt, die in der Provinz stationiert waren. Weitere Diplome, die auf 122 bis 145 datiert sind, belegen die Einheit in derselben Provinz.
Letztmals erwähnt wird die Einheit in der Notitia dignitatum mit der Bezeichnung Cohors sexta Nerviorum für den Standort Virosido. Sie war unter der Leitung eines Tribuns Teil der Truppen, die dem Oberkommando des Dux Britanniarum unterstanden.

## Standorte
Standorte der Kohorte in Britannien waren möglicherweise:
| - Aesica (Great Chesters): eine Inschrift wurde hier gefunden. - Rough Castle (am Antoninuswall): zwei Inschriften wurden hier gefunden. | - Virosidum (Brough-by-Bainbridge): mehrere Inschriften wurden hier gefunden. Darüber hinaus wird die Einheit in der Notitia dignitatum für diesen Standort aufgeführt. |

## Angehörige der Kohorte
Folgende Angehörige der Kohorte sind bekannt.

### Kommandeure
| - [] Classicus, ein Präfekt (WT 00033) - Flavius Betto, ein Centurio der Legio XX Valeria Victrix | - Gaius Iulius Barbarus, ein Präfekt - Lucius Vinicius Pius, ein Präfekt |

### Sonstige
- Iulius Martinus, ein Centurio (RIB 3216)